# Lauderdale (Minnesota)
Lauderdale è una città degli Stati Uniti d'America, situata in Minnesota, nella Contea di Ramsey.